# Бєляєво (Ардатовський район)
Беля́єво (рос. Беляево) — присілок в Росії у складі Ардатовського району Нижньогородської області. Входить до складу Кужендеєвської сільської ради..

## Географія
Розташоване у центрі району, за 4 км на схід від райцентру Ардатов, біля злиття декількох струмків, що утворюють безіменну праву притоку річки Леметь.
Висота над рівнем моря 179 м. Найближчі населені пункти: Високово за 2 км південніше та Кужендеєво зав 3,5 км на південний схід, у селі одна вулиця Східна.

## Населення
| 1999 | 2002 | 2010 |
| ---- | ---- | ---- |
| 226  | ↗244 | ↘198 |